# Postel Sport FC
El Postel Sport FC es un equipo de fútbol de Benín que juega en la Liga Regional de Benín, la tercera liga de fútbol en importancia en el país.

## Historia
Fue fundado en el año 1960 en la capital Porto Novo y han sido campeones de la Premier League de Benín en una ocasión en la temporada 1990/91, aunque desde el inicio del siglo XXI no juega en la máxima categoría. No han sido campeones de copa y se han mantenido a la sombra de los equipos dominantes de la capital como Dragons FC de l'Ouémé y el Mogas 90 FC.
A nivel internacional han participado en 3 torneos continentales, en los cuales nunca han superado la primera ronda.

## Palmarés
- Premier League de Benín: 1

1990/91
- Copa de Benín: 0
  - Finalista: 1

1993

## Participación en competiciones de la CAF
| Temporada | Torneo                            | Ronda | Club             | Casa  | Visita | Global |
| --------- | --------------------------------- | ----- | ---------------- | ----- | ------ | ------ |
| 1975      | Recopa Africana                   | 1     | AS Tempête Mocaf | 1-0   | 0-3    | 1-3    |
| 1992      | Copa Africana de Clubes Campeones | 1     | Sahel SC         | 1-2   | 1-2    | 2-4    |
| 1994      | Recopa Africana                   | 1     | Mighty Blackpool | w.o.1 | w.o.1  | w.o.1  |

1- Los equipos de Benín fueron descalificados en ese año por las deudas que tenían sus federaciones con la CAF.